# Amphiophiura penichra
Amphiophiura penichra är en ormstjärneart som först beskrevs av Hubert Lyman Clark 1911.  Amphiophiura penichra ingår i släktet Amphiophiura och familjen fransormstjärnor. Inga underarter finns listade i Catalogue of Life.